# Hongzhi
Hongzhi (弘治) (30 de julio de 1470 – 8 de junio de 1505) fue el noveno emperador de la dinastía Ming, reinando entre los años 1487 y 1505. Nacido como Zhu Youcheng, era hijo del emperador Chenghua, su reinado como emperador es conocido como la Edad de Plata Hongzhi. Su nombre significa "Gran gobernante". Era un gobernante que amaba la paz. Hongzhi solo tuvo una esposa y ninguna concubina y tiene la distinción de haber sido el único emperador de China monógamo.
A su muerte, le sucedió su hijo Zhengde
| Predecesor: Chenghua | Emperador de China (Dinastía Ming) 1487-1505 | Sucesor: Zhengde |

- Datos: Q9994
- Multimedia: Hongzhi Emperor / Q9994